# Avre (Eure)
Die Avre ist ein Fluss im Nordwesten Frankreichs. Sie entspringt im Gemeindegebiet von Bubertré, im Regionalen Naturpark Perche. Sie entwässert generell nach Nordost und mündet nach rund 80 Kilometern in Montreuil, nördlich der Stadt Dreux, als linker Nebenfluss in die Eure. 
Das Flusssystem ist Teil des französischen Plans zur Bewirtschaftung und Verwaltung der Gewässer (SAGE). In dem Gebiet befinden sich auch die Quellen für die Trinkwasserbrunnen von Paris.
Der Fluss bildete im Mittelalter die Grenze zum Herzogtum Normandie.

## Durchquerte Départements
in der Region Normandie
- Orne
- Eure

in der Region Centre-Val de Loire
- Eure-et-Loir

## Orte am Fluss
- Randonnai
- Verneuil-sur-Avre
- Montigny-sur-Avre
- Tillières-sur-Avre
- Nonancourt
- Saint-Rémy-sur-Avre
- Mesnil-sur-l’Estrée
- Muzy
- Montreuil